# Karel Adam
Karel Adam (4. května 1890, Příbram – 5. prosince 1971, Praha) byl český učitel, později též ředitel školy, lingvista, básník a překladatel.
Po studiu na gymnáziu v Příbrami absolvoval učitelský kurz v Praze a poté v letech 1909 až 1950 vyučoval na pražských obecných a měšťanských školách. Byl autorem prací o lingvistice, redaktorem časopisů Roj a Škola a kultura a rovněž překládal z francouzštiny. Básnickou tvorbu publikoval v časopisech Moderní revue, Švanda dudák a v časopisech pro děti.

## Spisy
- Výuka řeči spisovné, několik svazků a doplňky, spoluautor, další autor: Václav Jaroš, Praha : Státní nakladatelství, 1938-1940
- Slovník správné češtiny : 500.000 slov : Skloňování a časování, spoluautor, další autor: Václav Jaroš, Praha : Josef Hokr, 1940
- Mluvnické přehledy pro opakování a procvičování české mluvnice, Přerov : Jaroslav Strojil, 1944
- Český slovník pravopisný a tvaroslovný, spoluautor, další autoři: Václav Jaroš, Josef Holub, Praha : SPN, 1953, další vydání: 1954, 1955

### Překlady
- Jacques Cazotte: Zamilovaný ďábel, KDA, svazek 83, Praha : Kamilla Neumannová, 1911 [pozn. 1]